# Julius Gehl
Julius Gehl (ur. 4 lipca 1869 w Bydgoszczy, zm. 1944 w Sopocie) – niemiecki i gdański polityk socjaldemokratyczny, poseł do Volkstagu i jego przewodniczący, członek Senatu Wolnego Miasta.

## Życiorys
We wczesnej młodości zaangażował się w niemiecki ruch robotniczy. Od 1912 do 1919 pełnił funkcję sekretarza wschodniopruskiego okręgu SPD. W Gdańsku wydawał socjaldemokratyczną gazetę „Volkswacht”.
W listopadzie 1918 opowiedział się po stronie umiarkowanej lewicy sprzeciwiając się rewolucji i rozlewowi krwi w Gdańsku. W tym okresie rząd SPD i Partii Centrum powołał go na Komisarza Rzeszy ds. Prus Zachodnich i Dysktryktu Noteci.
Po 1920 pozostał w Gdańsku, gdzie do 1933 pełnił funkcję przywódcy Socjaldemokratycznej Partii Wolnego Miasta Gdańska.
Posłował do Volkstagu I, II, III i IV kadencji (1920–1933). Od czerwca 1922 do stycznia 1924 roku pozostawał jego przewodniczącym. Funkcję tę powierzono mu również w grudniu 1930 (do marca 1931). Na wiosnę 1923, w latach 1924–1925 oraz krótko w 1933 piastował stanowisko zastępcy przewodniczącego Volkstagu.
W latach 1925–1930 wchodził w skład Senatu Wolnego Miasta. Sprawował funkcję jego wiceszefa w latach 1925–1926 i w roku 1930.